# Liparis schmidti
Liparis schmidti är en fiskart som beskrevs av Lindberg och Krasyukova, 1987. Liparis schmidti ingår i släktet Liparis och familjen Liparidae. Inga underarter finns listade i Catalogue of Life.